# ブルーフォレスト物語
ブルーフォレスト物語（ブルーフォレストものがたり）は、1990年代に伏見健二プロデュースで販売された日本のファンタジーTRPG。ツクダホビーから1990年に基本セットが発売された。その後、1996年にゲーム・フィールドより、小説やPS用ゲームなどによる設定追加を反映し、ルールを大幅に改訂したブルーフォレスト物語 THE DESIGNER'S EDITIONが、2008年にはグランペールからツクダホビー版を再編集したブルーフォレスト物語 リバイバル・エディションがそれぞれ発売された。

## 概要
アジア風のファンタジー世界を舞台にした
クラス制のテーブルトークRPG(TRPG)である。世界には異種族も存在するが、基本的に人間のみがプレイヤーキャラクターとなる。
英字ではBLUE FOREST STORYと表記され、BFS、ブルーフォレスト、ブルフォレ、蒼森物語などと略記される。
ゲームデザインは伏見健二。ゲーム・フィールド版からはF.E.A.R.との共著となっており、また野間逸平が主要スタッフに加わっている。
ツクダホビー版とゲーム・フィールド版に共通して、作品のイラストを相沢美良と佐々野悟が担当している。
余談ではあるが伏見と相沢はこれが縁となって後に結婚する。

## 背景世界
我々の住む地球に良く似た地図を持つ異世界「遊星エルスフィア」のうち、森王ナウマニカの治めるシュリーウェバ地方（東南アジアに相当）を舞台にしている。
背景世界が、ファンタジーTRPGで一般的な中世ヨーロッパ風ファンタジー世界ではなく、日本人になじみ易いアジア圏のカラーが強い。

シェリーウェバ地方の文化は古代インド風をベースとして、和風、中華風、東南アジア風が混合された独特の味になっている。
自然が豊かで牧歌的な雰囲気がある一方、社会はとても厳しいものになっているのも特徴である。

シェリーウェバ地方の社会では人種差別や民族差別が激しく奴隷制が基本となっており、さらには様々な国が群雄割拠している戦乱の世となっている。

人々は、いつ戦乱に巻きこまれるかわからない。治安もすこぶる悪く、野盗に襲われていつ死んでしまうかもわからない。

そんな世界の中で人々は懸命に日々を生きており、無常観が強く意識されている世界になっている。
作品タイトルとなっている「蒼き森」は、シュリーウェバ地方のほぼ中央に位置する広大な熱帯雨林を指す。

また、この「蒼き森」は、シュリーウェバ地方の主である森の女神であるナウマニカが人間によって従属亜神の一人が殺されたことから人間達に深い失望を抱き、シュリーウェバ地方の統治を放棄し、彼女に同調した従属亜神と共に隠れ住む地である。

しかし、その前にナウマニカ本人が数々の非道を働いていた（特に闇王とその眷属たちを、生理的嫌悪から徹底的に冷遇していた）ことが、サプリメント『ブルーフォレスト戦乱』・『ブルーフォレスト伝承』で明らかになっている。

ナウマニカはそのツケが回ってきた形であるが当人は認めておらず、「シュリーウェバ地方の統治を『逆恨みで』放棄した」と言われてもおかしくない格好であり、実際に彼女は「人間は森を穢すだけの存在。もう二度見たくない」と、「蒼き森」に強大な魔物達をわざと野放しにし、崇拝する信者達すら拒絶している。
「蒼き森」はパッケージイラストとして描かれていることが多く、作品イメージの中心となっている。

## ルールの特徴
ツクダホビー版とゲーム・フィールド版では、背景となる世界は同じであるが、ルールについては大きく変更されている。特に、ゲーム・フィールド版では戦闘解決表・命中部位・必殺技が導入されるなど戦闘に関するルールが一変している。なお、どちらの版でも行動の成否はパーセンテージロールによる行為判定であり、ゲームで使用するダイスは基本的に六面体と十面体である。
ツクダホビー版とゲーム・フィールド版に共通する特徴的なルールとして、「寿命」と「悟り」という2つのものが存在する。
「寿命」はキャラクター作成時に決定され、文字通りそのキャラクターの寿命である。年齢が「寿命」に達した人間と古き民（シュリーウェバ地方で被差別民とされる民族）のキャラクターは必ず死ぬことになる。異種族（妖精族、ナーガ族、闇族、河龍民、翔精族）はキャラクター作成時に決められた寿命を超えても生き続けられるが、呪文やモンスターなどによって寿命が0以下に下げられると死んでしまう。また、異種族は悲しみやショックによって寿命を縮めることがある。人間よりも長寿とされる種族でも老衰による死は避けられない。
「悟り」は特殊な能力値であり、最初1からスタートする。行為判定のパーセント・ロールで「悟り」以下の目が出ればいかなる状況でも行動は成功となり、そのたびに「悟り」の数値は1ずつ増加していく。このため、「悟り」が大きくなるにつれて、どんな難易度が高いアクションであっても容易に成功するようになっていく。しかし「悟り」が70に達した時点でキャラクターは悟りの境地に達し、「亜神」と呼ばれる存在となる、その場で自我を失う、蒸発するように死んでしまう、一輪の花と化す、などの変化によりプレイヤーキャラクターで無くなってしまうのである。「悟り」の数値は泥酔する、犯罪を行う、熟睡するなどの行為を通して下げることもできるが、下げ幅のコントロールはできない。より細かい調整をするには神殿などで瞑想するなどして下げる必要がある。
魔法に関しては、「天呪」「地呪」「霊呪」の三系統のほか、日常のおまじないのような「俗呪」、黒魔法的な「黒呪」が存在し、さらにキャラクターの亜神属性（12柱存在）によって使えるものが制限される「神呪」が存在する。（ex:風王→風系）
いわゆるマジックポイントのような概念は無いのでどんな魔法でも使い放題だが、魔法ごとに発動率が設定されており、常に10%の確率で暴発するなど魔法は非常に不安定な力としてデザインされている。
魔法のほかにも聞き耳やスリ、楽器に応急手当、尋問やゴブリン語など、特殊技術としての「特技」が存在し、「特技」を取得している行動はサイコロを振るまでもなく必ず成功する。またゲーム・フィールド版では武器による「必殺技」も追加され、戦士や剣士が活躍する場面が多くなった。

## プレイ上の特徴
ルールが分かりやすく、構成がシンプルなために非常に遊びやすいTRPGである。ただし、F.E.A.R.が関係した他の多くのTRPGと違い、プレイヤーをゲームに引き付けるルール上の仕掛け（シナリオハンドアウトやシーン制など）は特に無い。
ゲームバランス的には、魔法や必殺技がかなり強力であり、強めに設定したはずの敵がやすやすと倒されることもある。
1シナリオで1レベルアップが推奨されている（これに関連してゲーム・フィールド版では経験値というものがない）等の理由でキャラクターの成長速度は非常に速く、またHPが0になっても蘇生するチャンスがあるなど、キャラクターが死ににくく活躍しやすいデザインがなされている。
シナリオとしては、4～6話程度の規模のショートキャンペーンがルールブックで推奨されている。キャラクターの成長率が極めて高いため、人間の能力値が成長の限界に比較的達しやすく、10話を超えるキャンペーンプレイには余り向いていない。

## ゴブリナ
ブルーフォレスト物語の看板キャラクターになっているものが「ゴブリナ」といわれるモンスターである。ルールブックの初出は「ゴブリナ種」という、ゴブリンの亜種としての設定である。
エルスフィアには「降魔」と呼ばれる、あらゆる事象を歪めて変質させる呪われたエネルギーが存在している。この降魔の影響を受けた生物たちは奇妙な姿に変異してしまうのであるが、その変異のすさまじさの表現として設定されたのがこのゴブリナである。
ゴブリナはゴブリンから突然変異して発生した種族で、降魔により変異する前のゴブリン本来の姿（先祖返り）とされる。醜く邪悪な性質を持つゴブリンと違って、ゴブリナは種族全てが人間の幼女（ただし獣耳つき）のような外見をしている。いわゆる萌え擬人化の先駆けとも言えるが、ゴブリンを美幼女に変えてしまうという発想は発売当時（1990年）においては斬新であった。また、これが影響して他のモンスターにも「〇〇リナ」という形で美幼女化してゲームに出演させるのが流行り、RPGマガジン誌上で、コボルトを擬人化した「コボリナ」、「ヌルリヌルリ（シェリーウェバ地方のスライム）」を擬人化した「ヌルリナ」、「ゾロリゾロリ（シェリーウェバ地方の巨大ゴキブリ型モンスター。女性プレイヤー人口の増加に歯止めをかけた原因として有名であり、同時に苦情も多かった）」を擬人化した「ゾロリナ」などを同誌の人気イラストレイターがイラスト化するという企画も行われたほどの人気キャラクターとなった。
ゴブリナは取替え子のような形でゴブリンの親から突然生まれる。ゴブリンよりも人間に近いメンタリティを持ち、ゴブリンの社会からは忌むべきものとして扱われ殺されるか捨てられてしまう。一方人間たちはゴブリナを見世物や奴隷としてつかまえるため狩りだすことが多い。総じて従順な性格をしているゴブリナは人間社会では貴重な「財産」として取引される。どこからも受け入れられないゴブリナだが争うことを嫌うため山の中で誰とも接触せずにひっそりと暮らしている。なお、ゴブリナは女性しか存在しない上に生殖能力も無く、止めに短命という一代限りの変異種である。サプリメント『ブルーフォレスト戦乱』には、ゴブリナ種をプレイヤーキャラクターとして使用できるルールが追加された。
ゴブリナはその人気に押されて、他のTRPG作品にも「友情出演」することとなった。

### 他TRPG作品におけるゴブリナ
- モンスターメーカー

『モンスターメーカーRPG・ホリィアックス』のリプレイ『ウルフレンドの冒険者』で、プレイヤーがゴブリナをイメージした（と思われる）キャラクター「ごぶり子」を作成。公式設定としては「ゴブリンとシャーズ（モンスターメーカーに登場する猫人種族）の混血」ということになっている（なお、ウルフレンド大陸のゴブリンは、モンスターではなく知的種族のひとつと設定されている）。プレイヤーはプロライターのあずたけいたで、その後もモンスターメーカーRPG関連記事のなかでもごぶり子を再登場させ、知名度を高めた。ちなみに、あずたは同時代のRPGマガジンの読者コーナーなどで「ゴブリナ布教」を熱心に行っていたライターでもある。
- BEAST BIND 魔獣の絆 R.P.G

旧版ルールブックで「著名TRPGデザイナーによる、ゲストアーキタイプ」という企画が行われ、伏見健二自身が、ゴブリナをイメージしたアーキタイプを作成・寄稿している。

## 関連製品

### ツクダホビー版
- ブルーフォレスト物語

基本ルールブック。1990年にツクダホビーより発売。ボックス型。
- ブルーフォレスト戦乱

サプリメント。1991年にツクダホビーより発売。ボックス型。異種族でプレイするためのルールや上級職などが追加された。特に魔法のルールが一新されており、種類も大幅に増やされている。また、マスタースクリーンとキャンペーンシナリオが付属する。
- ブルーフォレス伝承

サプリメント。1992年にツクダホビーより発売。ボックス型。追加データのほか、ゲームブック形式のソロプレイシナリオや自作シナリオの元となりそうなソースブックが付属する。

### ゲーム・フィールド版
- ブルーフォレスト物語 THE DESIGNER'S EDITION

第二版基本ルールブック。1996年にゲーム・フィールドより発売。ボックス型。
- ブルーフォレスト戦乱 THE DESIGNER'S EDITION

サプリメント。1997年にゲーム・フィールドより発売。ボックス型。
追加データを多数収録。特に魔法が大量に増えている。マスタースクリーンが付属。
- ブルーフォレスト風雲録

ボードゲーム。1998年にゲーム・フィールドより発売。ボックス型。
プレイヤーたちは戦乱うずまくシェリーウェバ地方の王の一人となり、英雄たちを雇いながら領地を取り合う。ディプロマシーの簡易版のような雰囲気を持つ多人数対戦型マルチゲーム。

### グランペール版
- ブルーフォレスト物語　リバイバル・エディション

基本ルールブック。2008年にグランペールより発売。ブック型。ツクダホビー版を新編集で復刻したもの。PDFデータ、無料基本システム「2DR」、PC・携帯電話用壁紙を所載したCD-ROMが付属。
- ブルーフォレスト戦乱　リバイバル・エディション

サプリメント。2009年にグランペールより発売。ブック型。物語同様、ツクダホビー版を新編集で復刻したもの。マスタースクリーンが付属する代わりにCD-ROMは付属しない。PDFデータは伝承の付属CD-ROMにまとめて収録されている。
- ブルーフォレスト伝承　リバイバル・エディション

サプリメント。2009年にグランペールより発売。ブック型。上記2つと同様にツクダホビー版を新編集で復刻したもの。戦乱と伝承のPDFデータ、PC・携帯電話用壁紙を所載したCD-ROMが付属。

## メディアミックスなど
メディアミックス作品として同名の小説「南北朝争乱編(全3巻)」「蒼き森・失楽園(1巻)」、及びライトスタッフ製作の3DO、プレイステーション用のコンピュータRPG「ブルーフォレスト物語 〜風の封印〜」、澤下禎によるイメージCDが存在する。
富士見書房から「ブルーフォレスト物語がよくわかる本」(細江ひろみ著)も刊行されているが、これはツクダホビー版についての解説本であり、刊行当時発売されていなかったゲーム・フィールド版については全く触れられていない。ただし、ゲーム・フィールド版も世界観は共通であるため、参考になる部分はある。
また、同じ背景世界の他の地方を舞台とするRPGルールとして、伏見健二デザインのスチームパンクRPG「ギア・アンティーク」と、ファンタジー空戦RPG「ドラゴンシェルRPG」がある。